# Musaši (1940)
Musaši (japonsky: 武蔵) byla bitevní loď japonského císařského námořnictva. Byla pojmenována podle japonské provincie Musaši. Byla druhou a poslední lodí třídy Jamato, která byla dostavěna jako bitevní loď, zatímco třetí jednotka této třídy pojmenovaná Šinano, byla dokončena jako loď letadlová. Lodě třídy Jamato byly největšími a nejlépe pancéřovanými bitevními loděmi v historii.

## Historie
V červnu 1937 bylo loděnici Micubiši v Nagasaki zadáno začít s přípravou na stavbu jedné z nových velkých bitevních lodí. Asi hlavním důvodem byl dostatečně velký dok pro stavbu tak velké lodě. Ke zvedání těžkých konstrukčních celků byly postaveny plovoucí jeřáby o nosnosti 150 až 350 tun. Stavba lodi probíhala za nejpřísnějšího utajení a konstrukce byla pečlivě maskována před zraky úředníků amerického konzulátu, který stál na opačné straně přístavní zátoky. Na vodu byla Musaši spuštěna 1. listopadu 1940. Dokončení lodi se o něco protáhlo díky dodatečným požadavkům císařského námořnictva, jako bylo zesílení pancéřování věží hlavního dělostřelectva. Celkem trvalo dalších 18 měsíců.
Po svém zařazení do služby dne 5. srpna 1942, odplula Musaši na atol Truk, kde si ji admirál Isoroku Jamamoto zvolil za svou vlajkovou loď. Poté, co admirál Jamamoto zahynul 18. dubna 1943 při sestřelení bombardéru Betty, který ho převážel při inspekční cestě na Šalomounových ostrovech (šlo o tajnou operaci amerického armádního letectva - USAAF), dopravila Musaši jeho ostatky do Japonska.

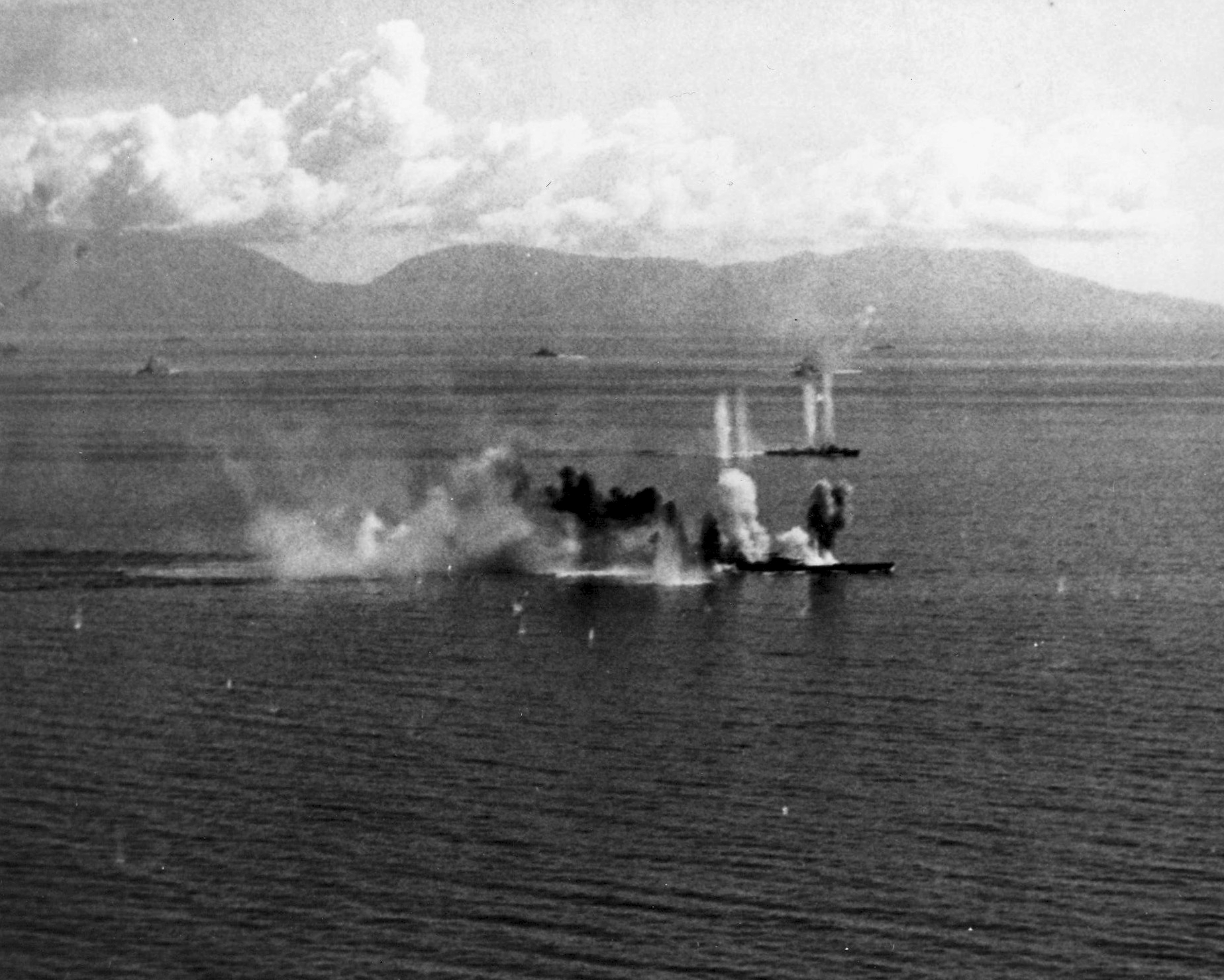
Letouny z TF 38 útočí na Musaši během bitvy v Sibuyanském moři 24. října 1944

Na Truk se vrátila 5. srpna 1943 a zůstala zde až do 10. února 1944. Její jedinou činností v této době byl japonský výpad proti Marshallovým ostrovům, který ale proběhl bez kontaktu s americkým námořnictvem. 29. března 1944 byla Musaši zasažena torpédem z americké ponorky USS Tunny (třída Gato) a musela odplout do Japonska, aby byla opravena. Přitom byla posílena protiletadlová výzbroj.
Po americkém vylodění na Filipínách byla spolu s Jamato součástí centrálního svazu sil viceadmirála Takeo Kurity v bitvě v zálivu Leyte. Během této bitvy byla dne 24. října 1944 v Sibuyanském moři napadena letouny amerických letadlových lodí. První vlna zaútočila v 10:27 a tvořilo ji 9 střemhlavých bombardérů Curtiss SB2C Helldiver z letadlové lodi Intrepid. Několik dalších vln strojů z letadlových lodí Intrepid, Essex a Lexington zasáhlo Musaši přibližně 17 pumami, až 19 torpédy Bliss-Leavitt Mark 13 a dalších 18 pum jen těsně minulo. V 19:25 téhož dne se Musaši převrhla a potopila. Zemřelo při tom více než 1000 členů posádky. Celkem 1376 lidí vylovily z vody torpédoborce Kijošimo a Šimakaze. Tato bitva byla jedinou akcí, ve které Musaši střílela speciálními protiletadlovými granáty „san-šiki“, vyvinutými pro děla hlavní ráže 460 mm.
Vrak lodi byl objeven Paulem Allenem 2. března 2015 na dně Sibuyanského moře u Filipín v hloubce jednoho kilometru.